# Eje del mal (cosmología)

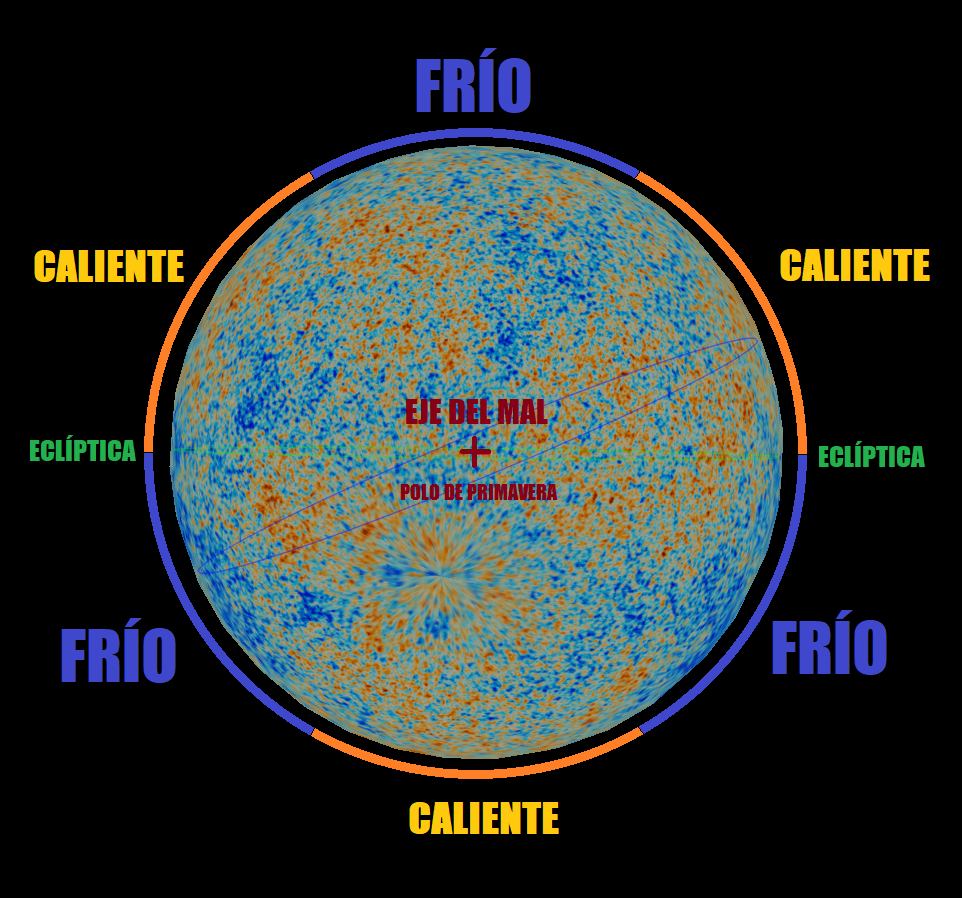
Imagen del universo observable y el fondo cósmico de microondas en la misma dirección que el Eje del Mal (cruz roja al centro de la imagen) y que apunta a una región cercana donde ocurre el equinoccio de primavera o en una dirección cercana entre la constelación de piscis y acuario. Se puede distinguir un patrón tendiente al patrón octopolar. La esfera está colocada en el mismo plano de la eclíptica que la recorre de lado a lado.

El "eje del mal" es el nombre dado a una anomalía en las observaciones astronómicas de la radiación de fondo de microondas. La anomalía parece dar al plano del Sistema Solar y, por ello, a la ubicación de Tierra una importancia más grande de la que se podría esperar por casualidad, y se ha usado como argumento para apartarse del principio de Cópernico.

## Visión general
La radiación de fondo de microondas es una forma de radiación que presenta una visión directa a gran escala del universo, y que puede ser utilizada para identificar si nuestra posición o movimiento tienen importancia particular. Ha habido mucha publicidad sobre los análisis de resultados de la sonda Wilkinson de anisotropía de microondas (WMAP) y la misión de Planck, pues ambos mostraron anisotropías esperadas e inesperadas en el fondo de microondas. El movimiento del sistema solar, y la orientación del plano de la eclíptica están alineados con características del cielo de microondas, los cuales, siguiendo un razonamiento convencional, están causados por la estructura en el borde del universo observable. Específicamente, respecto al plano de la eclíptica la "mitad superior" del fondo de microondas es ligeramente más fresco que la "mitad inferior"; además, los ejes del cuadrupolo y del octopolo están separados por sólo unos cuantos grados, y estos ejes están alineadas con la división superior/inferior.
Lawrence Krauss fue citado como sigue en un artículo de Edge.org en 2006:
Pero cuándo miras al mapa del la radiación de fondo de microondas, también ves que la estructura observada está, de hecho, de manera extraña, correlacionada con el plano de la tierra alrededor del sol ¿Es esto Copérnico volviendo para perseguirnos? Eso es una locura. Estamos mirando fuera, hacia el universo entero. No hay forma de que tuviera que haber una correlación de estructura con el movimiento de la Tierra alrededor del Sol – el plano de la Tierra alrededor del Sol – la eclíptica. Eso querría decir que somos realmente el centro del universo.

## Observaciones
Se ha informado de la existencia de algunas anomalías en la radiación de fondo, alineadas con el plano del Sistema Solar, lo cual contradice el principio copernicano por sugerir que la alineación del Sistema Solar es especial. Land y Magueijo en 2005 bautizaron esta alineación como el "eje de mal" a causa de las implicaciones para modelos actuales del cosmos, a pesar de que varios estudios más tardíos han mostrado errores sistemáticos en la recolección de aquellos datos y la manera en la que están procesados. Varios estudios de los datos de la anisotropía del fondo de microondas tampoco confirman el principio de Cópernico, modelan las alineaciones en un universo no homogéneo compatible con el principio, o intentan explicarlos como fenómenos locales. Algunos de estas explicaciones alternativas fueron debatidas por Copi, et al., quién afirmó que los datos del satélite Planck podrían ayudar a saber si las hipótesis de la dirección preferida y las alineaciones eran falsas. Que haya sido una coincidencia es una explicación posible . El científico jefe de WMAP, Charles L. Bennett sugirió que era una coincidencia, con la psicología humana implicada: " pienso hay un poco de un efecto psicológico, las personas quieren encontrar cosas poco usuales."
Datos del telescopio Planck publicados en 2013 desde entonces ha encontrado evidencia más fuerte para la anisotropía. 
"Durante mucho tiempo, parte de la comunidad esperaba que todo esto pasaría, pero no lo ha hecho," dice Dominik Schwarz de la Universidad de Bielefeld en Alemania.
No hay consenso en la naturaleza de esta y otras anomalías observadas, y su importancia estadística no es clara. Por ejemplo, un estudio que incluye los resultados de misión de Planck muestra cómo técnicas de máscara que, una vez tenidos en cuenta, pueden resultar en varias anomalías, incluyendo el Eje del Mal, sin significancia estadística. Un estudio del 2016 comparó modelos cosmológicos isotrópicos y anisótropos con WMAP y los datos obtenidos gracias a la misión Planck y no encontrarion ninguna evidencia para anisotropía.

## Confirmación
En junio del 2020, la observación del 'eje de mal' fue confirmada por un estudio dirigido por Lior Shamir, que verificó el mismo resultado a través de medidas diferentes. Shamir comentó: " Tenemos dos medidas diferentes del cielo mostrando exactamente los mismos patrones, incluso con galaxias completamente diferentes. No hay error que pueda llevar a ello. Este es el universo en el que vivimos. Esta es nuestra casa."